# Sidvindare
Sidvindare (Crotalus cerastes) är en ormart som beskrevs av Edward Hallowell 1854. Crotalus cerastes ingår i släktet skallerormar och familjen huggormar. IUCN kategoriserar arten globalt som livskraftig.

## Beskrivning
Sidvindaren är liten, vuxna exemplar mäter bara runt 43-76 cm i längd. Honorna är större än hanarna, något som är sällsynt i denna ormfamilj. Vanligtvis har ormen 21 rader av dorsala fjäll som förekommer på mittsektionen. Hanar har 141 eller färre bukfjäll, medan honor har 144 eller färre. Arten kännetecknas även av hornlika plåtar över ögonen. Teckningen består av en grundfärg som kan vara krämfärgad, matt gul, gul-brun, rosa eller askgrå, täckt av dorsala fläckar, 28-47 i antal.
Namnet kommer av att sidvindaren i likhet med en del andra ökenlevande ormar ofta förflyttar sig med en särskild sidledes rörelse istället för vanligt ringlande. Tekniken underlättar exempelvis förflyttning över lös sand.

## Utbredning
Ormen förekommer i sydvästra USA från centrala Kalifornien och sydöstra Utah till nordvästra Mexiko, inklusive norra halvön Baja California. Den vistas främst i sandiga öknar med glest fördelad växtlighet samt i klippiga områden. Arten kryper främst på marken men den kan klättra i den låga växtligheten.

## Ekologi
Sidvindaren vilar på dagen i underjordiska bon som ofta skapades av gnagare eller av sköldpaddor. När liknande hålor saknas kan den gömma sig i buskarnas skugga. De underjordiska bona används även för vinterdvalan.
Levnadslängden i fångenskap är uppskattad att vara 27,3 år.

## Underarter
Arten delas in i följande underarter:
- C. c. cerastes
- C. c. cercobombus
- C. c. laterorepens